# Liste von Persönlichkeiten der Stadt Bodø
Die Liste von Persönlichkeiten der Stadt Bodø enthält Personen, die in Bodø geboren wurden sowie solche, die dort zeitweise gelebt haben, jeweils chronologisch aufgelistet nach dem Geburtsjahr.

## In Bodø geborene Persönlichkeiten

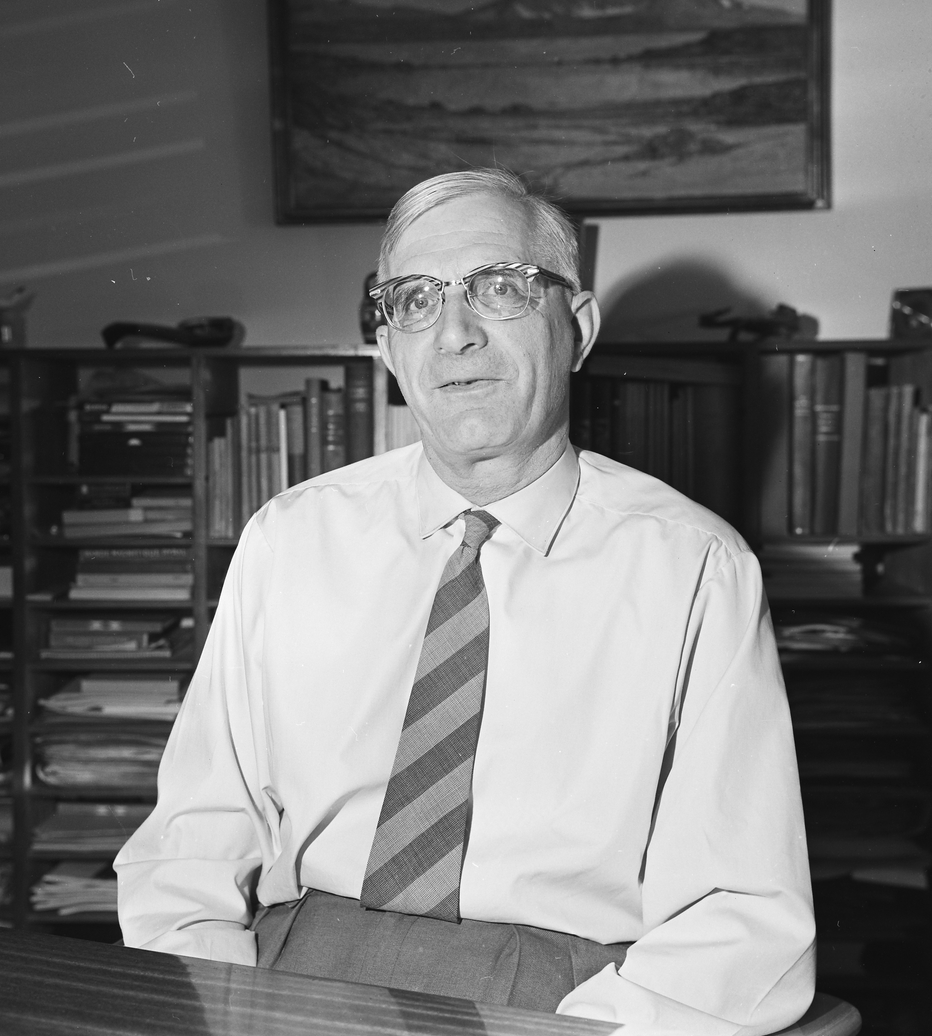
Vebjørn Tandberg

### Bis 1949
- Sverre Helgesen (1903–1981), Hochspringer
- Vebjørn Tandberg (1904–1978), Elektroingenieur und Gründer von Tandbergs Radiofabrikk
- Reidar Carlsen (1908–1987), Politiker (Ap)
- Tore Gjelsvik (1916–2006), Geologe
- Leif Aune (1925–2019), Politiker
- Harald Berg (* 1941), Fußballspieler
- Anders Lindseth (* 1946), Philosoph

### 1950–1974

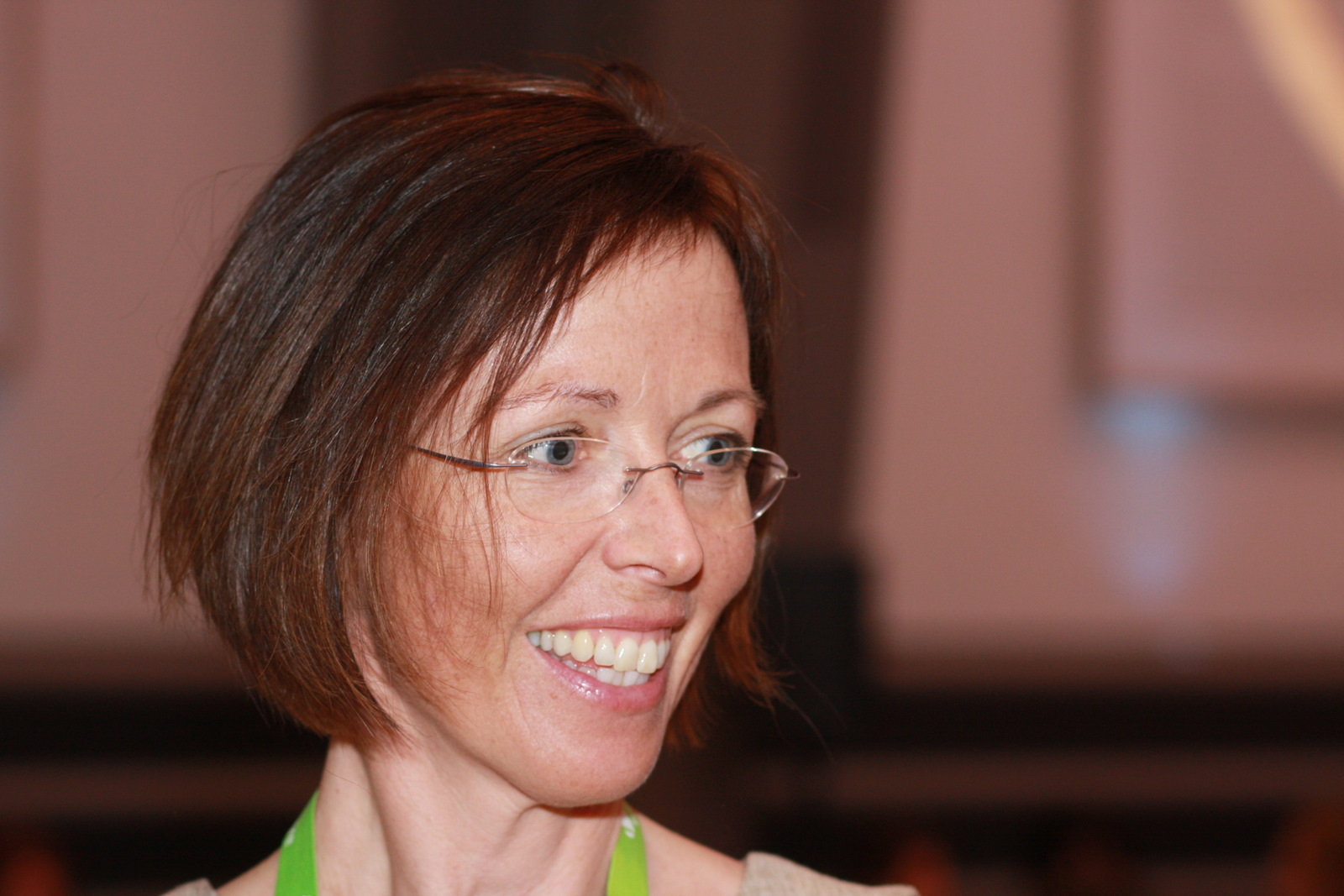
Torild Skogsholm

- Otto Gregussen (* 1956), Politiker und Manager
- Kjell Søbak (* 1957), Biathlet
- Jan Gunnar Hoff (* 1958), Jazzpianist und Komponist
- Susanne Lundeng (* 1959), Folkmusikerin
- Torild Skogsholm (* 1959), Politikerin der liberalen Partei Venstre
- Gry Mølleskog (* 1962), erster weiblicher Hofmarschall des königlichen Hofes
- Marianne Dahlmo (* 1965), Skilangläuferin
- Per Sundnes (* 1966–), Moderator
- Vidar Helgesen (* 1968), Politiker (Høyre)
- Ann-Cathrin Eriksen (* 1971), Handballspielerin
- Roger Johansen (* 1972), Jazzmusiker

### Seit 1975
- Endre Lund Eriksen (* 1977), Schriftsteller
- Tore Johansen (* 1977), Jazzmusiker
- Lene Pedersen (* 1977), Skibergsteigerin
- Børge Lund (* 1979), Handballspieler und -trainer
- Guro Strøm Solli (* 1983), Skilangläuferin
- Sandra Lyng (* 1987), Sängerin, Songwriterin und Kinderbuchautorin
- Willfred Nordlund (* 1988), Politiker
- August Jensen (* 1991), Radsportler
- Vetle Eck Aga (* 1993), Handballspieler
- Chris-Ebou Ndow (* 1993), Basketballspieler
- Arthur Hakalahti (* 1995), Schauspieler
- Jonathan Quarcoo (* 1996), Leichtathlet
- Patrick Berg (* 1997), Fußballspieler
- Sara Eggesvik (* 1997); philippinische Fußballspielerin
- Andreas Hanche-Olsen (* 1997), Fußballspieler
- Fredrik André Bjørkan (* 1998), Fußballspieler
- Jens Petter Hauge (* 1999), Fußballspieler
- Runar Hauge (* 2001), Fußballspieler
- Andreas Schjelderup (* 2004), Fußballspieler
- Magnus Brøndbo (* 2005), Fußballspieler

## Personen mit Bezug zu Bodø
- Pelle Molin (1864–1896), schwedischer Schriftsteller und Maler
- Åshild Hauan (1941–2017), Politikerin
- Anders Lindseth (* 1946), Philosoph und Hochschullehrer in Bodø
- Halvdan Sivertsen (* 1950), Sänger